# Ulundurpet
Ulundurpet är en ort i Indien.   Den ligger i distriktet Villupuram och delstaten Tamil Nadu, i den södra delen av landet, 1 900 km söder om huvudstaden New Delhi. Ulundurpet ligger 77 meter över havet och antalet invånare är 19 251.
Terrängen runt Ulundurpet är mycket platt. Runt Ulundurpet är det tätbefolkat, med 411 invånare per kvadratkilometer. Närmaste större samhälle är Vriddhāchalam, 19,9 km söder om Ulundurpet. Trakten runt Ulundurpet består till största delen av jordbruksmark.